# ژوزه مورینیو
ژوزه ماریو دوس سانتوس مورینیو فلیکس موسوم به آقای خاص، (انگلیسی: José Mário dos Santos Mourinho Félix؛ زادهٔ ۲۲ ژوئن ۱۹۶۸) بازیکن پیشین و سرمربی کنونی فوتبال اهل پرتغال است. وی هم‌اکنون هدایت باشگاه فوتبال فنرباغچه را برعهده دارد.
او با کسب ۲۶ عنوان قهرمانی، یکی از پرافتخارترین مربیان تاریخ فوتبال است. او یکی از ده مربی برتر تاریخ فوتبال از دید یوفا و برترین مربی پرتغالی قرن به انتخاب فدراسیون فوتبال پرتغال است. او با کسب قهرمانی در لیگ قهرمانان اروپا و لیگ یوفا و لیگ کنفرانس اروپا رکورددار می‌باشد.
پس از دوران کوتاه و کم‌فروغ بازی، مورینیو به مربیگری روی آورد. اوایل دههٔ ۹۰ به عنوان دستیار مربی و سرمربی تیم‌های پایه، کار خود را آغاز کرد تا اینکه به عنوان مترجم بابی رابسون، مربی مشهور انگلیسی، انتخاب شد. ژوزهٔ جوان، در آن زمان که مترجم رابسون در باشگاه‌های پرتغالی اسپورتینگ لیسبون و پورتو بود، از مربی کهنه‌کار انگلیسی درس‌های زیادی گرفت تا اینکه به عنوان دستیار و مترجم به همراه رابسون به لیگ اسپانیا و بارسلونا رفت. پس از آنکه رابسون بارسلونا را ترک کرد، مورینیو به عنوان دستیار لوییس فن خال به کار خود در بارسلونا ادامه داد.
ژوزه دوران سرمربیگری خود را با دوره‌های کوتاه اما موفق در تیم‌های پرتغالی بنفیکا و لییرا آغاز کرد. سپس در سال ۲۰۰۲، مجدداً به پورتو بازگشت اما این‌بار به عنوان سرمربی، راهی پورتو شد. ژوزه دورانی رؤیایی با پورتو داشت و از همان زمان خود را به عنوان مربی بزرگ شناساند. وی در سال اول حضورش موفق شد با پورتو سه جام به‌دست‌آورد. اعضای پورتو در آن سال، قهرمان لیگ پرتغال، قهرمان جام حذفی پرتغال و قهرمان جام یوفا شدند. در سال بعد نیز مورینیوی جوان دوران بسیار خوبی داشت و توانست پورتو را برای دومین سال، قهرمان پرتغال کند اما اوج کار وی، رسیدن به اوج افتخار در معتبرترین رقابت اروپایی و قهرمان کردن پورتو در لیگ قهرمانان اروپا بود.
در ادامهٔ همان سال، مورینیو که در ابتدای راه مربیگریش بود، به لیگ برتر در انگلیس رفت و سرمربی چلسی شد. چلسی در طی دو سال بعد موفق شد دو بار متوالی و بعد از ۵۰ سال قهرمان لیگ شود. مورینیو در طی همین دو سال به عنوان بهترین مربی سال از طرف فدراسیون بین‌المللی تاریخ و آمار فوتبال انتخاب شد.
پس از درگیریش با مدیریت باشگاه چلسی، مورینیو این‌بار ایتالیا را انتخاب کرد و در اوایل سال ۲۰۰۸ و با امضای قراردادی ۳ ساله، به عنوان سرمربی اینترمیلان انتخاب شد. در کمتر از ۳ ماه، مورینیو اولین جام خود را با اینتر کسب کرد و توانست سوپر جام ایتالیا را فتح کند و فصل اولش در ایتالیا را با قهرمانی در سری آ کامل کرد. اما در سال بعد مورینیو اینتر را سه‌جامه کرد تا این تیم اولین تیم در تاریخ ایتالیا شود که موفق به چنین کاری می‌شود. اینتری‌ها موفق شدند قهرمان سری آ و جام حذفی ایتالیا شوند اما از همه مهم‌تر، آن‌ها توانستند زیرنظر مورینیو، قهرمان لیگ قهرمانان اروپا شوند. مورینیو نیز با این کار به سومین مربی در تاریخ و پس از ارنست هاپل و اوتمار هیتسفلد بدل شد که با ۲ تیم مختلف، قهرمان رقابت‌های لیگ قهرمانان اروپا شده‌است. این افتخارات باعث شد تا وی مجدداً از طریق فدراسیون بین‌المللی تاریخ و آمار فوتبال به عنوان بهترین سرمربی سال ۲۰۱۰ انتخاب شود. علاوه بر آن مورینیو توانست در این سال جایزهٔ توپ طلا بهترین مربی سال فیفا را که برای اولین بار اهدا شد، دریافت کند. در ۲۸ مهٔ سال ۲۰۱۰ نیز مورینیو با امضای قراردادی ۴ ساله به لیگ اسپانیا رفت و سرمربیگری تیم رئال مادرید را به عهده گرفت. او در فصل اول هدایت رئال مادرید، موفق شد رئال مادرید را پس از ۱۸ سال، به عنوان قهرمانی کوپا دل‌ری برساند. او در فصل دوم هدایت رئال مادرید، با کسب بیشترین امتیاز تاریخ لالیگا، این تیم را به عنوان قهرمانی لالیگا رساند. در سال ۲۰۱۳ و در آخرین فصل حضور خود در رئال مادرید، درحالی‌که تنها موفق به فتح سوپرجام اسپانیا شده بود، این تیم را ترک کرد و به چلسی بازگشت. او در چلسی بار دیگر فاتح لیگ برتر انگلیس و جام اتحادیه انگلیس شد؛ اما در سال ۲۰۱۵ و به دلیل نتایج ضعیف از چلسی برکنار شد. مورینیو در سال ۲۰۱۶ هدایت منچستریونایتد را برعهده گرفت؛ جایی که او در فصل نخست هدایت یونایتد، موفق به قهرمانی در لیگ اروپا، جام اتحادیه انگلیس و جام خیریه (سوپرجام) شد. او در فصل دوم هدایت منچستریونایتد، رتبه دوم لیگ برتر، که بهترین رتبه منچستریونایتد پس از سال ۲۰۱۳ و الکس فرگوسن بود، را کسب کرد ولی موفق به کسب جام نشد. مورینیو در دسامبر ۲۰۱۸ و درحالی‌که در فصل سوم هدایت منچستریونایتد به سر می‌برد، از هدایت این تیم برکنار شد.
ژوزه مورینو در سال ۲۰۲۱ با قراردادی سه ساله هدایت تیم آ اس رم را بر عهده گرفت و در همان سال اول در اولین دوره رقابتهای لیگ کنفرانس اروپا تیم را قهرمان لیگ کنفرانس کرد. در نهایت در تاریخ ۱۶ ژانویه ۲۰۲۴ با اعلام فابریزیو رومانو خبرنگار معتبر دنیای فوتبال وی از باشگاه رم به‌طور توافقی جدا شد.
وی در انگلیس یک‌بار خود را «خاص» نامید و از آن زمان به بعد، مطبوعات انگلیس به وی لقب «آقای خاص» دادند. مورینیو همیشه مورد تحسین برترین مربیان فوتبال بوده‌است. پپ گواردیولا، سرمربی موفق بارسلونا پیش از آنکه رقابت توپ طلای بهترین مربی سال را به مورینیو واگذار کند، دربارهٔ وی گفته بود:
در قسمت بهترین مربیان دنیا، وقتی شما ژوزه را با کسانی مثل سر الکس، آرسن یا فابیو مقایسه می‌کنید، به این نتیجه خواهید رسید که وی بسیار جوان‌تر از آن‌هاست اما با وجود این جوانی، آنقدر در کارش موفق بوده که بتوان وی را بهترین مربی دنیا خواند و این حقیقت است.

از باشگاه‌هایی که ژوزه مورینیو در آنها مربیگری کرده می‌توان به باشگاه فوتبال بنفیکا، باشگاه فوتبال پورتو، باشگاه فوتبال چلسی، باشگاه فوتبال اینترمیلان، باشگاه فوتبال رئال مادرید، باشگاه فوتبال منچستر یونایتد، باشگاه فوتبال تاتنهام هاتسپر و باشگاه فوتبال آ اس رم اشاره کرد.

## زندگی

### یادگیری و تحصیل
ژوزه ماریو دوس سانتوس فلیکس مورینیو در ۲۶ ژانویه ۱۹۶۳ و در شهر ستوبالِ کشور پرتغال و در یک خانواده پرجمعیت طبقه متوسط به دنیا آمد. پدرش «فلیکس مورینیو» و مادرش «ماریو ژولیا کاروژولا دوس سانتوس» نام دارند. پدرش دروازه‌بان حرفه‌ای فوتبال بود و در تیم‌های بلننسس و ستوبال به فوتبال مشغول بود و توانست یک بازی ملی را در تیم ملی پرتغال، تجربه کند. مادرش نیز معلم کلاس ابتدایی بود که از خاندانی ثروتمند آمده بود.
فوتبال بخشی از زندگی ژوزه شده بود و وی همیشه مشتاق دیدن بازی پدرش بود. وی آخر هر هفته، برای دیدن بازی پدرش به شهرهای مختلف می‌رفت تا اطلاعاتش را از فوتبال، افزایش دهد. سپس زمانیکه فلیکس پدر، دوران بازیگریش تمام شد و مربی شده بود، ژوزه به یک دانشجوی ورزش تبدیل شده بود. وی تمرینات تیم را با دقت نگاه می‌کرد و در مواقع لازم، بازی تیم‌های رقیب را زیر نظر می‌گرفت و آن‌ها را آنالیز می‌کرد.
ژوزه می‌خواست جا پای پدر بگذارد و فوتبالیست شود و برای همین بود که به تیم پایه بلننسس پیوست. سپس به تیم اصلی «ریو اوه» راه پیدا کرد و زیر نظر پدرش که سرمربی تیم بود، به بازی پرداخت. بعد از آن، به تیم‌های «بلننسس» و «سسیمبرا» پیوست اما گذشت زمان نشان داد که وی قدرت و سرعت لازم را برای تبدیل شدن به یک فوتبالیست حرفه‌ای، ندارد. به همین دلیل بود که وی تصمیم گرفت تا به یک سرمربی حرفه‌ای تبدیل شود. اما مادرش نام وی را در یک مدرسه بازرگانی نوشت تا ژوزه به تحصیل بپردازد. ژوزه تنها یک روز به آن مدرسه رفت و پس از آن، تصمیم گرفت تا تمام فکرش را روی ورزش بگذارد و از همین رو، به دانشگاه صنعتی لیسبون رفت و در رشته تربیت بدنی، شروع به تحصیل کرد. ژوزه درسش را در طی ۵ سال و در چندین مدرسه به پایان رساند و توانست دیپلمش را با نمرات خوب دریافت کند. سپس در کلاس‌های مربیگری شرکت کرد و آنجا بود که تصمیم گرفت تا شیوه متفاوتی را در مربیگری بکار بگیرد و تئوری‌های مربیگری را با تکنیک‌های روحی و روانی در هم آمی‌زد.

### شروع مربیگری
مورینیو جوان، در اوایل دهه ۹۰ و پس از آنکه شغل معلم ورزشی را رها کرد، تصمیم گرفت تا به سمت رویایش برود و در اولین قدم، مربی تیم پایه شهرش شد. وی پله‌های ترقی را طی می‌کرد و دستیار مربی‌های تیم‌های بهتر شد. در سال ۱۹۹۲، فرصت مترجمی برای یک مربی بزرگ خارجی را به‌دست آورد. سر بابی رابسون به عنوان سرمربی جدید اسپورتینگِ لیسبون انتخاب شد و مسئولین تیم ژوزه را به عنوان مترجم وی انتخاب کردند.
در ابتدا این حرکت ژوزه، به معنی دور شدن از مربیگری بود اما وی توانست احترام و دوستی رابسون را کسب کند. رابسون به مورینیو احترام می‌گذاشت و با وی صمیمی شده بود و به همین دلیل، این دو دربارهٔ تاکتیک‌ها و شیوه مربیگری با هم به گفتگو می‌پرداختند. در دسامبر سال ۱۹۹۳، مسئولین اسپورتینگ، رابسون را اخراج کردند اما اینبار مسئولین تیم رقیب، یعنی پورتو وی را استخدام کردند و مورینیو کماکان در نقش دستیار و مترجم رابسون بکارش ادامه داد. آخرین بار این دو در سوپرجام پرتغال بر روی نیمکت پورتو نشستند که با برد ۵–۰ پورتو در مقابل رقیب دیرینه، یعنی بنفیکا به پایان رسید.
بعد از دو سال و در سال ۱۹۹۶، این دو مجدداً در کنار هم، به یک باشگاه دیگر و اینبار به بارسلونا رفتند. در بارسلونا، مورینیو کماکان به یادگیری ادامه می‌داد و تصمیم گرفت تا زبان مردم این منطقه(کاتالان) را یاد بگیرد. ژوزه در کنفرانس‌های مطبوعاتی در نقش مترجم حضور پیدا می‌کرد، تمرینات را طرح‌ریزی می‌کرد، به بازیکنان در یادآوری تاکتیک‌ها و شیوه‌ها کمک می‌کرد و به آنالیز حریفان می‌پرداخت. همکاری رابسون و مورینیو جواب داد و بارسلونا در آن فصل، توانست قهرمان جام در جام اروپا شود. در انتهای فصل، رابسون از بارسا رفت اما اینبار مورینیو با وی تیم را ترک نکرد و به عنوان دستیار در تیم باقی‌ماند. مورینیو بارها از رابسون تعریف کرده‌است و یکبار دربارهٔ وی گفته بود:
یکی از مهم‌ترین چیزهایی که از سر بابی رابسون یادگرفتم، این بود که؛ در زمان برد، نباید احساس کامل بودن داشته باشید و در زمان شکست، نباید ناامید شوید.
مورینیو کارش را با دستیاری لوئیز فان خال هلندی که جانشین رابسون شده بود، ادامه داد و از وی نیز درس‌های زیادی آموخت. فان خال که می‌دید دستیاران کاملی دارد، به مورینیو اجازه داد تا هدایت تیم دوم بارسلونا را به تنهایی به عهده بگیرد. فان خال همچنین، در جام‌های خاص که اهمیت کمتری داشتند، به مورینیو اجازه می‌داد تا هدایت تیم اصلی را بر عهده بگیرد. برای مثال ژوزه در سال ۲۰۰۰، هدایت بارسا را به عهده گرفت و مقام قهرمانی جام کاتالونیا را برایش به ارمغان آورد. بارسلونا با فان خال به دو قهرمانی پیاپی در لالیگا دست پیدا کرد.

## دوران مربیگری

### بنفیکا
در سپتامبر سال ۲۰۰۰، فرصتی به دست آمد تا مورینیو به عنوان نقش اول در کادر هدایت یک تیم، ایفای نقش کند. وی درحالی‌که ۴ هفته از رقابت‌های لیگ پرتغال گذشته بود، به عنوان جانشین یوپ هینکس، به عنوان سرمربی تیم بنفیکا انتخاب شد.
وقتی با فان خال، دربارهٔ برگشت به بنفیکا به عنوان دستیار، صحبت کردم، وی گفت «به مسئولین آن تیم بگو که تنها در صورتیکه تو را به عنوان سرمربی بخواهند، می‌توانند به سراغت بیایند. در غیر آنصورت، همین‌جا خواهی ماند.»

مسئولین تیم قصد داشتند تا اوسوالدو پرییرا را به عنوان دستیار مورینیو انتخاب کنند اما مورینیو این را نپذیرفت و به جای آن، کارلوس موزر را به عنوان دستیارش انتخاب کرد که مدافع سابق و بازنشسته تیم بود. مورینیو با پرییرا هیچ وقت رابطه خوبی نداشت. در همین زمان، بابی رابسون مربی نیوکاسل شد و از مورینیو خواست تا به عنوان دستیار به وی بپیوندد تا دوباره با هم کار کنند اما مورینیو این درخواست را نپذیرفت.
مورینیو و موزر دوران خوبی در بنفیکا داشتند اما مدیریت باشگاه، دچار دگرگونی شد. «مانوئل ویلارینو» به عنوان مدیر باشگاه انتخاب شد و بلافاصله اعلام کرد که تونی، بازیکن سابق تیم را سرمربی تیم خواهد کرد اما برای انجام اینکار، عجله‌ای نداشت. مورینیو بعد از یک برد ۳–۰ در برابر اسپورتینگ، از مدیریت باشگاه خواست تا قراردادش را تمدید کند اما ویلارینو از انجام اینکار امتناع کرد و درخواست مورینیو را نپذیرفت. مورینیو نیز بلافاصله بعد از این اتفاق و در دسامبر ۲۰۰۰، در حالی که تنها ۹ هفته بود که سرمربی بنفیکا شده بود، از پستش استعفا داد. ویلارینو بعدها از این عمل خود، اظهار ندامت و پشیمانی کرد.
اگر دوباره این فرصت را داشته باشم، حتماً قرداد وی را تمدید خواهم کرد. تنها بعداً بود که فهمیدم که غرورم، مهم‌تر از منافع باشگاه نیست

### لییرا
مورینیو در آوریل سال ۲۰۰۱ سرمربی لییرا شد و توانست این تیم را به رده پنجم جدول برساند که بهترین عنوان تاریخ این تیم بود. موفقیت خیره‌کننده مورینیو در لییرا از دید باشگاه‌های بزرگ پرتغال دور نماند و مسئولین تیم پورتو به سراغ وی آمدند.

### پورتو
در ژانویه سال ۲۰۰۲ بود که مسئولین تیم پورتو، مورینیو را به عنوان سرمربی جدید خود انتخاب و وی را جانشین «اوستاویو ماچدا» کردند. مورینیو تیم را در آن سال با کسب ۱۱ برد، ۲ تساوی و ۲ شکست، به عنوان سومی لیگ نائل کرد.
وی بلافاصله اعضای اصلی تیمش که بدنه تیمش را تشکیل می‌داند را شناسایی کرد. این افراد، بازیکنایی چون ویتور بایا، ریکاردو کاروالیو، کوستینها، دکو و هلدر پوستیگا بودند. بعد از آن، وی خورخه کاستا، کاپیتان تیم را که به‌طور قرضی در تیم دیگری بود را به تیم برگرداند. وی همچنین چند بازیکن را از تیم‌های دیگر آورد. بازیکنانی چون نونو والنته از لییرا، پائولو فریرا از ستوبال و مانیش از بنفیکا از جمله بازیکنانی بودند که مورینیو خریده بود.
در سال بعد، مورینیو نخستین جام خود را کسب کرد. وی با رکورد ۲۷ برد، ۵ مساوی و ۲ شکست، با کسب ۸۶ امتیاز و با اختلاف ۱۱ امتیاز نسبت به بنفیکا، قهرمان لیگ پرتغال شد. کسب ۸۶ امتیاز از ۱۰۲ امتیاز ممکن، بهترین رکورد امتیازگیری در تاریخ لیگ پرتغال شد. ژوزه در مهٔ سال ۲۰۰۳، دو جام دیگر به‌دست آورد. وی ابتدا لییرا را در جام حذفی شکست داد و قهرمان شد و سپس در جام یوفا موفق شد با شکست سلتیک قهرمانی را برای پورتو به ارمغان بیاورد.
روند موفقیت‌های پورتو و مورینیو، در فصل بعد کامل‌تر شد. آن‌ها ابتدا در سوپر جام پرتغال، ۱–۰ تیم لییرا را شکست دادند تا اولین جام آن سال خود را کسب کنند. البته پورتو در سوپر کاپ اروپا با تک گل آندری شوچنکو از تیم آ.ث میلان ایتالیا شکست خورد و نتوانست قهرمان شود. ژوزه تیمش را به یک پیروز قاطعانه در لیگ پرتغال رهنمود کرد. این تیم در کل فصل، در خانه تمام بازیهایش را برد. در کل فصل نیز تنها ۱ باخت به تیم ویسنته داد و ۵ هفته مانده به پایان رقابت‌ها، قهرمانی تیم مشخص شده بود. مورینیو جام حذفی را در مه سال ۲۰۰۴، به بنفیکا واگذار کرد اما در عوض آن، قهرمانی لیگ قهرمانان اروپا را برای هواداران و تیم به ارمغان آورد. آن‌ها مقتدرانه و با ۳ گل، تیم موناکو را در کشور آلمان شکست دادند. پورتو برای رسیدن به فینال، تیم‌هایی چون منچستر یونایتد، المپیک لیون و دیپورتیوو لاکرونیا را شکست داده بود و تنها در دور گروهی رقابت‌ها باخت را تجربه کرد که آن باخت نیز در مقابل تیم رئال مادرید بود.
بعد از این موفقیت، باشگاه‌هایی چون لیورپول، رئال مادرید و چلسی برای جذب مورینیو ابراز علاقه کردند. مورینیو نیز یکبار از علاقه‌اش برای کار در لیورپول خبر داده بود و گفته بود:
لیورپول از آن باشگاه‌هایی است که انسان را وسوسه می‌کند درحالی‌که چلسی، یک پروژه جدید است که مقدار زیادی پول در آن صرف شده‌است و چندان من را مشتاق نمی‌کند. چلسی از آن پروژه‌هایی است که معلوم نیست نهایتش به کجا می‌رسد. برای یک مربی داشتن پول کافی برای خرید بازیکنان با کیفیت مورد نظرش، خیلی جذابیت دارد اما حقیقت این است که هیچ‌کس نمی‌تواند تضمین دهد که با وجود خرج زیاد، تیم موفق خواهد شد یا خیر
اما در نهایت لیورپول به سراغ رافائل بنیتز اسپانیایی رفت و مورینیو نیز پیشنهاد عالی آبراموویچ را پذیرفت و هدایت چلسی را به عهده گرفت.

### چلسی
مورینیو در ژوئن سال ۲۰۰۴ بود که به چلسی پیوست. رقم قرارداد وی، بسیار بالا بود و وی را جز مربیان با بیشترین دستمزد کرده بود. وی در ابتدا سالانه ۴٫۲ میلیون یورو دریافت می‌کرد اما در سال ۲۰۰۵، این رقم به ۵٫۲ میلیون یورو رسید. مورینیو در یکی از کنفرانس‌های مطبوعاتیش در انگلیس گفته بود:
امیدوارم من را آدم مغروری خطاب نکنید اما من مربی‌ای هستم که قهرمان لیگ قهرمانان اروپا شده‌ام. پس فکر می‌کنم که آدم خاصی هستم.
این جمله مورینیو باعث شد تا از آن زمان به بعد، مطبوعات انگلیس، وی را «آقای خاص» صدا کنند.
مورینیو که جانشین کلودیو رانیری شده بود، اعضای سابق خود در تیم پورتو را با خود به چلسی آورد و به عنوان دستیار از آن‌ها استفاده کرد. همچنین وی از استیو کلارک، بازیکن سابق و بازنشسته چلسی خواست تا به عنوان دستیارش کار کند و وی پذیرفت. مورینیو در ادامه فصل نقل و انتقالات، بیش از ۷۰ میلیون دلار هزینه کرد و بازیکنان مورد نیازش را خریداری کرد. تیاگو مندز از بنفیکا با ۱۰ میلیون یورو، مایکل اسین از المپیک لیون با ۲۴٫۴ میلیون یورو، دیدیه دروگبا از المپیک مارسی با ۲۴ میلیون یورو، ماتیا کژمان از آیندهوون با ۵٫۴ میلیون یورو و دو بازیکن سابق مورینیو در پورتو؛ ریکاردو کاروالیو با ۱۹٫۸ میلیون یورو و پائولو فریرا با ۱۳٫۳ میلیون دلار از جمله بازیکنانی بودند که به چلسی پیوستند تا مورینیو بتواند کار خود را در چلسی انجام دهد.

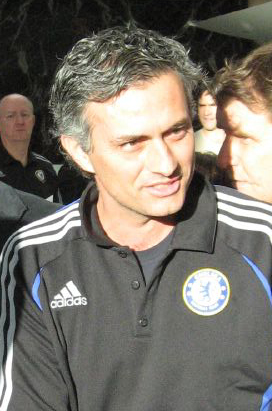
مورینیو چلسی را بعد از ۵۰ سال قهرمان لیگ کرد.

تحت هدایت مورینیو، چلسی در اوایل ماه دسامبر، در صدر جدول لیگ حضور داشت و به مراحل حذفی لیگ قهرمانان هم راه یافته بود. مورینیو اولین جام خود را با برد ۳–۲ در برابر لیورپول برای باشگاه چلسی به ارمغان آورد و این تیم را قهرمان کارلینگ کاپ انگلیس کرد.
سپس چلسی توانست بعد از ۵۰ سال قهرمان لیگ شود. اما با این حال مورینیو نتوانست چلسی را به فینال لیگ قهرمانان اروپا برساند. چلسی با یک گل مشکوک از لیورپولی شکست خورد که سرانجام قهرمان آن سال لیگ قهرمانان هم شد.
چلسی فصل بعد را خوب شروع کرد. آن‌ها با شکست ۲–۱ آرسنال، توانستند مقام قهرمانی جام خیریه انگلیس را کسب کنند. در ادامه و در فصل ۰۵–۲۰۰۴ نیز این تیم از همان هفتهٔ نخست در صدر جدول بود و نتایج بسیار خوبی چون برد ۳–۰ در برابر منچستر یونایتد را کسب کرد و توانست قهرمان این رقابت‌ها شود. بنابراین چلسی برای دومین سال پیاپی قهرمان لیگ شده بود و مورینیو چهارمین قهرمانی لیگ پیاپی خود را کسب کرده بود.
شرایط چلسی بسیار مناسب بود تا اینکه در تابستان ۲۰۰۶، امضای قرارداد با ستاره اوکراینی آ.ث میلان یعنی آندری شفچنکو، نشان داد که بین مورینیو و آبراموویچ اوضاع چندان مناسب نیست. شوچنکو در زمان امضای قراردادش، یکی از گران‌قیمت‌ترین مهاجمان دنیا بود که با میلان، هم قهرمان ایتالیا شده بود و هم قهرمان اروپا و توانسته بود که توپ طلا را نیز کسب کند. چلسی دو سال بود که برای خرید شوچنکو تلاش می‌کرد اما مسئولین میلان حاضر به فروش وی نشده بودند. شوچنکو در فصل اولش ناامیدکننده ظاهر شد و در لیگ تنها ۴ گل زد و در کل مسابقات نیز تنها ۱۴ گل زد درحالی‌که دروگبا، در آن فصل آقای گل لیگ شد و همین مورینیو را مجاب کرده بود تا شوچنکو را از ترکیب اصلی بیرون بگذارد. در بازی با لیورپول، مورینیو حتی شوچنکو را بر روی نیمکت هم نگذاشت که همین باعث اعتراض آبراموویچ شد. شوچنکو تنها بازیکن فصل نقل و انتقالات چلسی نبود. میشائیل بالاک کاپیتان تیم ملی آلمان نیز به‌طور رایگان از بایرن مونیخ به چلسی پیوست تا خط میانی تیم چلسی را قوی تر از قبل کند. ایدور گودیانسن، مهاجم ایسلندی چلسی نیز که یکی از مهم‌ترین بازیکنان تیم بود، به بارسلونا فروخته شد.
با وجود درگیری و حاشیه‌های چلسی، این تیم توانست کارلینگ کاپ سال ۲۰۰۷ را با شکست آرسنال کسب کند. مورینیو با چلسی بازهم در لیگ قهرمانان اروپا به جایی نرسید. این تیم در ضربات پنالتی، بازهم مغلوب لیورپول شد و نتوانست به فینال برسد. همچنین، امکان ۴ جامه شدن از چلسی گرفته شد. چرا که چند روز بعد از حذف از لیگ قهرمانان، چلسی در مقابل آرسنال با نتیجه ۱–۱ متوقف شد تا منچستر یونایتد به دو سال پیشتازی چلسی پایان دهد. بدین ترتیب مورینیو برای اولین بار در طی ۵ سال گذشته، بدون کسب جام مانده بود. البته چلسی در فینال اف ای کاپ، موفق شد با یک گل منچستر را شکست دهد و پس از سال‌ها، اولین فینال برگزار شده در ورزشگاه بازسازی شده ویمبلی را به سود خود به پایان رساند. همچنین این نخستین اف ای کاپی بود که مورینیو آن را کسب کرده بود که باعث شد مورینیو تمام جام‌های ممکن در لیگ جزیره را کسب کرده باشد. با این وجود، درگیری و تنش بین مورینیو و آبراموویچ مجدداً بالا گرفت که دلیلش، انتخاب آورام گرانت به عنوان مدیر ورزشی تیم بود که با وجود اعتراض مورینیو، نقشش در باشگاه روزانه بیشتر از قبل می‌شد. در همین حین نیز، آرین روبن، ستاره تیم چلسی، به رئال مادرید رفت و فلورنت مالودا فرانسوی، به جای وی به چلسی آمد.
در نخستین بازی فصل بعد، مورینیو و چلسی موفق شدند ۳–۲ تیم بیرمنگهام را شکست دهند و به رکورد ۶۴ بازی خانگی بدون شکست برسند تا رکورد تاریخی لیورپول که ۶۳ بازی بود و مربوط به اواخر دهه هفتاد، شکسته شود. با این وجود، چلسی فصل را بمانند فصل قبل، خوب شروع نکرد. آن‌ها ابتدا به استون ویلا باختند و در ادامه نیز در خانه، با نتیجه مساوی بدون گل در مقابل بلکبرن متوقف شدند. در لیگ قهرمانان نیز آن‌ها در ورزشگاهی که نیمی از آن خالی بود، در مقابل تیم نروژی روزنبرگ، تنها به یک تساوی ۱–۱ رسیدند که آن گل را نیز شوچنکو زده بود تا مشخص شود شرایط روحی تیم مساعد نیست.
سرانجام در سپتامبر سال ۲۰۰۷، مورینیو به‌طور ناگهانی و با رضایت طرفین، قراردادش را فسخ کرد و از چلسی رفت که دلیل اصلیش، دخالت‌های رومن آبراموویچ و آورام گرانت بود. مورینیو به عنوان موفق‌ترین مربی تاریخ چلسی، این تیم را ترک کرد. مورینیو در ۳ سال، ۶ جام برای چلسی به ارمغان آورد و در تمام این بازیها، حتی یک باخت خانگی را تجربه نکرد.

### اینتر میلان

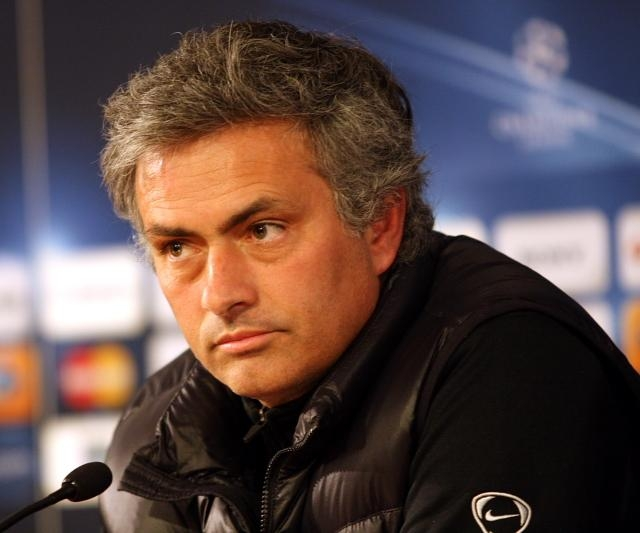
مورینیو، در کنفرانس‌های مطبوعاتی خود، به زبان ایتالیایی صحبت می‌کرد

در ۲ ژوئن سال ۲۰۰۸، مورینیو با قراردادی ۳ ساله، هدایت تیم اینتر میلان را به عهده گرفت و جانشین روبرتو مانچینی شد. مورینیو اکثر همکاران خود در چلسی و پورتو را نیز با خود به اینتر برد. علاوه بر آن، از «جوزپه بارسی»، بازیکن سابق اینتر و سرمربی سابق تیم جوانان باشگاه، به عنوان دستیار در تیم استفاده کرد. ژوزه در نخستین کنفرانس مطبوعاتیش در اینتر، تنها به زبان ایتالیایی صحبت کرد که خودش می‌گفت آن را در ۳ هفته آموخته‌است. همچنین در همان کنفرانس، مورینیو اعلام کرد که تنها چند خرید انجام خواهد داد و بمانند چلسی، خرج نخواهد کرد. آمانتینو مانسینی برزیلی با ۱۳ میلیون یورو، مونتاری غنایی با ۱۴ میلیون یورو و ریکاردو کوارشما پرتغالی با ۱۸ میلیون یورو (به علاوه یکی از بازیکنان جوان اینتر)، راهی اینتر و تیم مورینیو شدند.
در نخستین رقابت خود در ایتالیا، مورینیو توانست آ. اس. رم را در ضربات پنالتی شکست دهد و اینتر را قهرمان سوپر جام ایتالیا کند. مورینیو در ادامه، توانست اینتر را قهرمان سری آ هم بکند
با وجود قهرمانی در لیگ با اختلاف ۱۰ امتیاز نسبت به تیم دوم، بعضی هواداران اینتر، معتقد بودند اینتر در لیگ قهرمانان بسیار ناامیدکننده ظاهر شده‌است. اینتر در لیگ قهرمانان، روند خوبی نداشت. آن‌ها ابتدا یک باخت ۱–۰ به تیم پاناتیناکوس یونان دادند و در ادامه نیز در خانه تیم آنارتیس قبرس تنها به یک تساوی ۰–۰ دست یافته بودند. اما با این وجود، اینتر از گروهش بالا رفته بود. اینتر در دور نخست این رقابت‌ها، در مجموع با نتیجه ۲–۰ به منچستر یونایتد باخت و از گردونه رقابت‌ها حذف شد. منچستر در آن سال، به فینال رقابت‌ها راه یافته بود. در جام حذفی نیز اینتر در نیمه نهایی، با نتیجه ۳–۱ مغلوب سمپدوریا شد تا مورینیو در سال اولش در اینتر، دو جام کسب کرده باشد.
مورینیو در کنفرانس‌های مطبوعاتیش در ایتالیا که ناشی از جو پرتنش فوتبال این کشور بود، با برخی مربیان بزرگ ایتالیا درگیری لفظی داشت. مربیانی چون کارلو آنجلوتی، سرمربی تیم آ.ث میلان، لوچانو اسپالتی، سرمربی تیم آ. اس رم و کلودیو رانیری، سرمربی تیم یوونتوس کسانی بودند که با مورینیو درگیری لفظی داشتند. یکی از معروف‌ترین این اتفاقات و جنجال‌ها، در مارس ۲۰۰۹ رخ داد که مورینیو سایر تیم‌ها را که مدت‌ها زیر سایه اینتر بودند را کم توفیق خطاب کرد و گفت که این تیم‌ها آخر هر فصل، بدون جام می‌مانند. اصطلاح «بی‌جام‌ها» بعدها بسیار بین هواداران اینتر و خبرنگاران ایتالیایی رواج پیدا کرد و حتی یکی از مهم‌ترین شعار هواداران در زمان کسب ۱۷مین قهرمانیشان شده بود. حتی شرکت نایک نیز برای معرفی لباس مخصوص قهرمانی اینتر، از این شعار استفاده کرده بود. اما این شعار و جنجال‌هایش به همین‌جا ختم نشد و و بعد از فینال جام حذفی ایتالیا در فصل ۰۹–۲۰۰۸ که با قهرمانی لاتزیو به پایان رسیده بود، هواداران پایتخت‌نشین ایتالیا، در حالی به جشن و پایکوبی می‌پرداخت که لباسی با شعار «من قهرمان شدم، اما تو بی جامی» (به ایتالیایی: Io campione, tu zero titoli) را به تن داشتند که کنایه‌ای به حرف‌های مورینیو بود.
زیر نظر مورینیو، آدریانو برزیلی در آوریل سال ۲۰۰۹، از اینتر جدا شد. بعد از آن نیز دو بازیکن آرژانتینی اینتر؛ خولیو کروز و هرنان کرسپو نیز از تیم رفتند. لوئیز فیگو، هافبک پرتغالی اینتر نیز در پایان آن فصل، از میادین فوتبال خداحافظی کرد. فیگو در فصل آخر بازیش، بخاطر کم بازی کردن، قصد ترک باشگاه را داشت اما سرانجام در این تیم باقی‌ماند و به عنوان دستیار مورینیو به کار ادامه داد. در ادامه نیز، مورینیو دیگو میلیتو، مهاجم آرژانتینی را خرید که نقش عمده‌ای در موفقیت‌های وی در سال بعد داشت. تیاگو موتا و وسلی اسنایدر نیز دو خرید دیگر مورینیو بودند تا خط میانی اینتر را قوی تر از قبل کنند. اما مهم‌ترین نقل و انتقالات فصل دوم مورینیو در اینتر، معاوضه زلاتان ابراهیموویچِ سوئدی با ساموئل اتوئوِ کامرونی بود. زلاتان به بارسلونا رفت و اتوئو به اینتر پیوست. علاوه بر این، اینتر ۳۵ میلیون یورو نیز از این طریق درآمدزایی کرد تا انتقال زلاتان به بارسا، دومین نقل و انتقال گران تاریخ فوتبال، بعد از انتقال کریستیانو رونالدو به رئال مادرید، باشد.
ریکاردو کوارسما نیز بخاطر کم بازی کردن، به تیم سابق مورینیو، پورتو پیوست اما در اوایل فصل، به‌طور قرضی به دیگر تیم مورینیو، چلسی پیوست. به همین دلیل بود که خط میانی اینتر از قدرتش کاسته شده بود و مورینیو برای رفع این مشکل، از مسئولین باشگاه خواست تا وسلی اسنایدرِ هلندی را به تیم بیاورند تا خط میانی تیم محکم شود.
اینترِ مورینیو، فصل جدید (۲۰۱۰) را خوب آغاز نکرد. آن‌ها ابتدا در سوپر جام با نتیجه ۲–۱ مغلوب لاتزیو شدند و در لیگ نیز با نتیجه ۱–۱، در ورزشگاه خانگی خود، در مقابل تیم تازه صعود کرده باری متوقف شدند. اما پس از این دو بازی، اینتر روند رو به رشد خود را آغاز کرد. اینتر تا قبل از پایان نیم نیم فصل و تا نوامبر بیش از ۳۰ گل به ثمر رساند و نتیجه‌ای چون برد ۴–۰ را در دربی میلان تجربه کرد. خط میانی اینتر با حضور اسنایدر، و خط حمله این تیم با حضور میلیتو، بسیار خوب کار می‌کردند. اینتر در همین زمان نیز با ۵ گل جنوا را شکست داد تا بهترین پیروزی آن فصل سری آ را رقم زده باشد. اما در ادامه مورینیو بخاطر اعتراضش به داور بازی با یوونتوس از زمین بازی اخراج شد و اینتر آن بازی را با نتیجه ۲–۱ واگذار کرد.

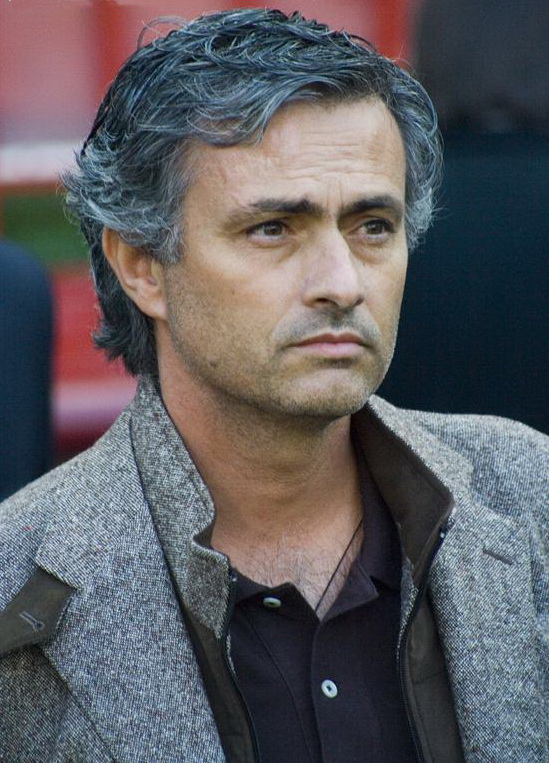
مورینیو اینتر را بعد از ۴۵ سال، قهرمان لیگ قهرمانان اروپا کرد

از ان به بعد مورینیو جبهه‌گیری خود را در مقابل داوران آغاز کرد و اوج این اتفاق، در بازی ۲۲ فوریه در برابر سمپدوریا بود که باعث محرومیت ۳ جلسه‌ای مورینیو شده بود. در همان زمان، مورینیو با ماریو بالوتلی دچار مشکل شده بود که این اتفاقات باعث شد اینتر در یک بحران گرفتار شود و از ۶ بازی و ۱۸ امتیاز، تنها ۷ امتیاز کسب کند که ۳ بازی از این ۶ بازی (شامل باخت ۳–۱ به کاتانیا) در زمان محرومیت مورینیو بود. این وضعیت اینتر، با انتقاد شدید رسانه‌ها همراه بود اما با این وجود، مورینیو اینتر را با برد در مقابل تیم سابقش چلسی، به مرحله یک چهارم نهایی رساند. اینتر در ورزشگاه سن سیرو موفق شد ۲–۱ به پیروزی برسد و در استمفورد بریج نیز با ۱ گل پیروز شد.
در ۶ آوریل ۲۰۱۰، مورینیو به یک افتخار بزرگ دست یافت. وی تبدیل به نخستین و تنها سرمربی در تاریخ فوتبال شد که توانست با ۳ تیم مختلف، به نیمه نهایی لیگ قهرمانان اروپا برسد (البته لوئی فان خال نیز یک روز بعد به چنین افتخاری دست یافت). روند موفقیت‌آمیز اینتر در آن فصل ادامه داشت و یک هفته بعد نیز، اینتر برای نخستین بار تحت هدایت مورینیو، توانست به فینال جام حذفی ایتالیا برسد. آن‌ها در مجموع فیورنتیا را با نتیجه ۲–۰ شکست دادند و فینالیست شدند.
اینتر و مورینیو در ۲۸ آوریل توانستند با شکست قهرمان دوره قبل رقابت‌ها، بارسلونا، به فینال لیگ قهرمانان اروپا راه پیدا کنند. دومین فینال مورینیو در لیگ قهرمانان در حالی رقم خورد که آن‌ها در بازی برگشت خود در برابر بارسلونا، ۱–۰ شکست خورده بودند اما با توجه به برد ۳–۱ در بازی رفت، توانسته بودند به فینال برسند.
مورینیو درحالی‌که در حال خوشحالی با بازیکنانش بخاطر صعود به فینال بود، با ویکتور والدز، دروازه‌بان بارسلونا درگیر شد که بازیکنان دیگر والدز را از وی جدا کردند. خوشحالی خاص مورینیو در نیوکمپ، بیشتر به این خاطر بود تا دل هواداران رئال مادرید را به‌دست بیاورد چراکه صحبت‌های زیادی مبنی بر اینکه وی به زودی سرمربی این تیم خواهد شد، به وجود آمده بود. سرانجام مورینیو بعد از ۳۸ سال، اینتر را به فینال لیگ قهرمانان اروپا رساند.
در ۲ مه، اینتر با یک برد ۲–۰ برابر لاتزیو، تقریباً قهرمانیش در سری آ قطعی شده بود. آن‌ها در ۵ مه، با برد ۱–۰ در برابر آ. اس. رم قهرمان جام حذفی شدند و در ۱۶ می، اینتر با یک گل سیه نا را شکست داد و قهرمان ایتالیا شد. بدین ترتیب اینتری‌ها دو جام شدند و با توجه به حضورشان در فینال لیگ قهرمانان، می‌توانستند به نخستین تیم ایتالیایی تبدیل شوند که ۳ جام اصلی را کسب کرده‌است. سرانجام در ۲۲ مه، اینتر با نتیجه ۲–۰ بایرن مونیخ را شکست داد و توانست پس از سال‌ها، قهرمان لیگ قهرمانان اروپا شود. اینتر نیز نخستین تیم ایتالیایی شد که ۳ جام کسب می‌کند و مورینیو هم به سومین مربی تاریخ بدل شد که موفق شده با دو تیم مختلف قهرمان لیگ قهرمانان اروپا شود.
مورینیو روز بعد نیز اعلام ناراحتی کرد که این احتمالاً آخرین حضور وی در اینتر بوده و بعد هم ابراز علاقه کرد تا هدایت رئال مادرید را به عهده بگیرد.
اگر که شما در طول دوران مربیگری خود، هدایت رئال مادرید را نتوانید به عهده بگیرید، همیشه احساس می‌کنید که چیزی در پرونده کاریتان کم بوده‌است

### رئال مادرید

#### فصل اول

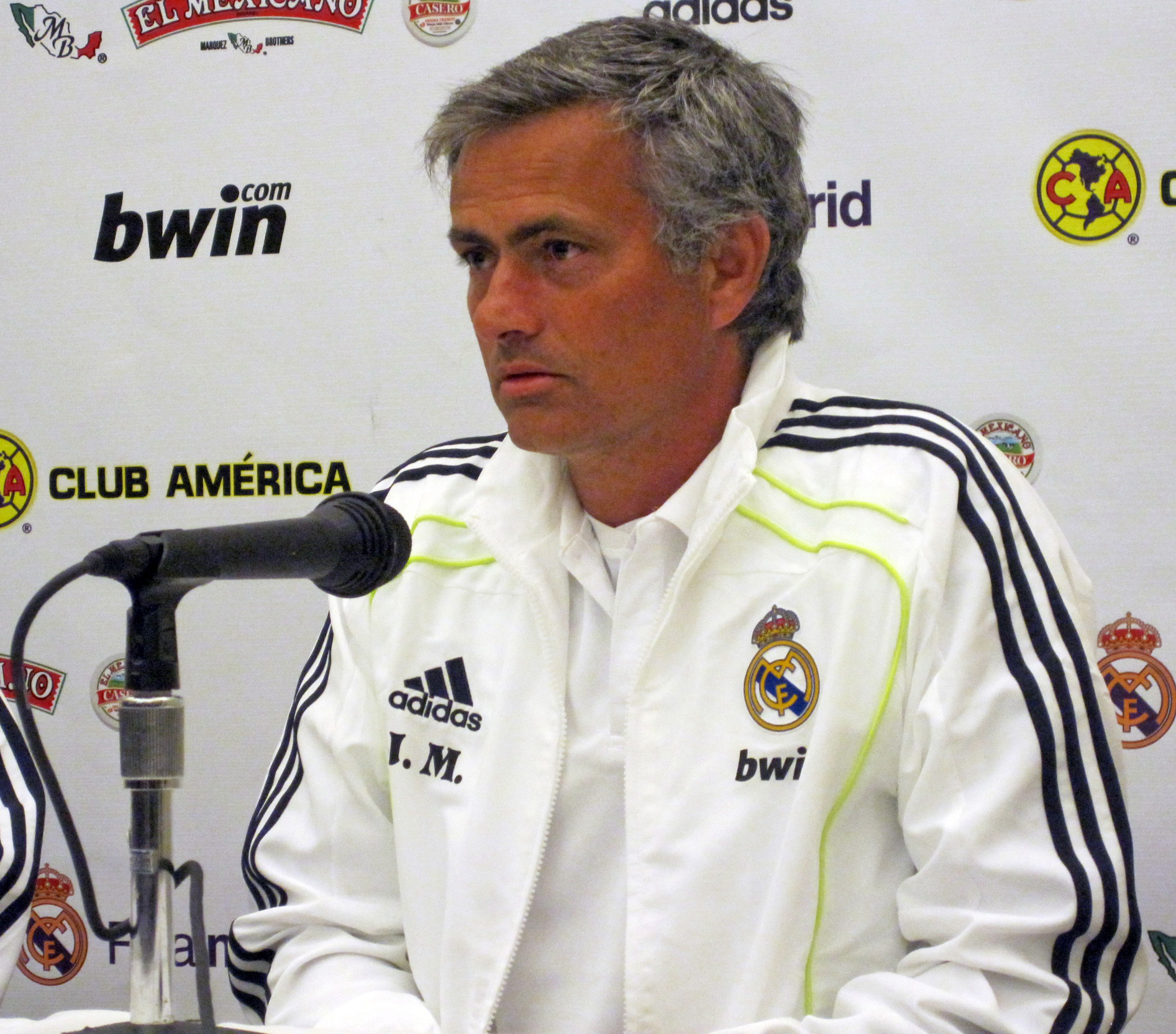
مورینیو، رئال را بعد از ۱۸ سال، قهرمان جام حذفی کرد

در ۲۷ مه، مسئولین تیم رئال مادرید موفق شدند تا با پرداخت غرامتی سنگین به اینتر بابت یکسال باقی‌مانده قرارداد مورینیو، و پرداخت دستمزدی خوب به خود مورینیو، وی را به عنوان سرمربی خود انتخاب کنند.
در ۲۸ مه سال ۲۰۱۰، به‌طور رسمی اعلام شد که مورینیو به جای مانوئل پیگرینی، هدایت رئال مادرید را به عهده خواهد گرفت. مورینیو که با قراردادی ۴ ساله به مادرید آمده بود، در ۳۱ مه در اولین کنفرانس مطبوعاتیش شرکت کرد و تبدیل به یازدهمین سرمربی رئال مادرید در طی ۷ ساله گذشته شد.
با وجود حضور پرز به عنوان رئیس باشگاه، خریدهای مورینیو بیشتر از آنکه ستاره باشند، بازیکنان جوانی بودند که در آینده ستاره می‌شدند. مورینیو بازیکنان جوانی چون سرخیو کانالس با ۴٫۵ میلیون یورو، مسعوت اوزیل با ۱۵ میلیون یورو، سامی خدیرا با ۱۳ میلیون یورو، آنخل دی ماریا با ۲۵ میلیون یورو و ریکاردو کاروالیو؛ بازیکن سابق خود را با ۸ میلیون یورو به رئال مادرید آورد.
در ۲۹ اوت ۲۰۱۰، مورینیو در اولین بازی خود به عنوان سرمربی رئال مادرید در لالیگا، در مقابل رئال مایورکا با نتیجه مساوی بدون گل متوقف شد. رئال در ادامه موفق بود اما در بازیهایی چون بازی با لوانته، اوسر و آژاکس آمستردام، بازیکنان این تیم موقعیت‌های زیادی از دست می‌دادند اما مورینیو نگران این موضوع نبود:
یک روز تاوان این همه موقعیت را، یک تیم بدشانس خواهد داد و به جای این تیم‌ها، گل خواهد خورد
رئال در بازی بعدی خود، با نتیجه ۶–۱ تیم دپورتیوو لاکرونیا را در سانتیاگو برنابئو شکست داد و در ادامه نیز مالاگا با نتیجه ۴–۱ از رئالِ مورینیو شکست خورد و ریسینگ سانتاندر نیز با نتیجه مشابه با دپورتیوو از رئال شکست خورد. اما اوج کار مورینیو در رئال، در ۲۲ دسامبر رقم خورد. جاییکه مورینیو موفق شد رئال را در کوپا دل ری به بردی ۸–۰ در مقابل لوانته برساند. این برد و نتیجه، بهترین برد تاریخ مربیگری مورینیو شد.
در ۲۹ نوامبر، مورینیو اولین ال‌کلاسیکو خود را تجربه کرد. وی این بازی را با نتیجه ۵–۰ به بارسلونا واگذار کرد و سنگین‌ترین شکست خود را متحمل شد. پرز، مدیرعامل رئال مادرید، این بازی را بدترین بازی تاریخ باشگاه خواند. والدانو، مدیر ورزشی تیم نیز از مورینیو بخاطر عدم توانایی در هدایت تیم، شدیداً انتقاد کرد. اما خود مورینیو این شکست را تحقیر شدن نمی‌دانست.
در ۳۰ نوامبر، اولین جنجال بزرگ مورینیو در رئال مادرید و در بازی برابر آژاکس آمستردام در لیگ قهرمانان اروپا رقم خورد. مورینیو در این بازی، به دودک، دروازه‌بان ذخیره تیم، مطلبی را گفت و این بازیکن نیز آن را به کاپیتان تیم؛ کاسیاس منتقل کرد. کاسیاس نیز دستور مورینیو را به راموس و آلونسو داد و در نتیجه ان، این دو بازیکن به‌طور عمدی از بازی اخراج شدند. مورینیو ۳۳٫۵۰۰ یورو جریمه و ۱ بازی از نشستن روی نیمکت تیم محروم شد. سایر بازیکنانی که جزئی از این اتفاق بودند هم بمانند مورینیو، جریمه مالی شدند اما مورینیو به خواسته خود رسید. وی می‌خواست تا این دوبازیکن در بازی تشریفاتی بعدی محرومیت خود را بگذرانند تا در بازی‌های دور حذفی، خیالشان راحت باشد که همین اتفاق هم افتاد.
در ۲۰ آوریل سال ۲۰۱۱، مورینیو اولین جام خود را در اسپانیا و با رئال مادرید به‌دست آورد. رئال مادرید در فینال کوپا دل ری موفق شد با نتیجه ۱–۰ تیم بارسلونا را شکست دهد و پس از ۱۸ سال، قهرمان این جام شود. در لیگ قهرمانان اروپا، مورینیو رئال را بعد از ۸ سال، به نیمه نهایی رساند هرچند در این مرحله، در مجموع با نتیجه ۳–۱ در برابر بارسلونا شکست خورد و از گردونه رقابت‌ها، حذف شد. در لیگ نیز رئال مادرید با وجود زدن ۱۰۲ گل در لالیگا، نهایتاً پس از بارسلونا، در رده دوم جدول جای گرفت تا مورینیو فصل اول حضورش در مادرید را، با کسب ۱ جام به پایان برساند.

#### فصل دوم
پس از پایان فصل اول مورینیو در رئال مادرید، درگیری بین وی و مدیر ورزشی تیم؛ خورخه والدانو به اوج رسید که در نهایت، پرز مدیرعامل رئال، تصمیم به اخراج والدانو گرفت. سپس به درخواست مورینیو، زیدان به عنوان مدیر ورزشی جدید باشگاه، انتخاب و معرفی شد.
در ادامه، رئال نوری شاهین را با ۱۰ میلیون یورو، حمید آلتین‌توپ به صورت رایگان، خوزه ماریا کایخون با ۵ میلیون یورو، رافائل واران با ۱۰ میلیون یورو و فابیو کونترائو را با ۳۰ میلیون یورو، به خدمت گرفت.
در نخستین بازی فصل جدید، شاگردان مورینیو، در ابتدا با نتیجه ۲–۲ برابر بارسلونا به تساوی رسیدند اما در بازی برگشت با نتیجه ۳–۲ شکست خوردند و نتوانستند قهرمان سوپرکاپ اسپانیا شوند. در این بازی جنجالی، در دقایق پایانی مارسلو از بازی اخراج شد و در درگیری پایان بازی نیز، مورینیو با فرانسسک ویلانوا مربی بارسلونا درگیر شد که منجر به محرومیت هر دو آن‌ها شد.
در این سال باز هم جام حذفی و سوپرکاپ اسپانیا را به رقیب قدرتمند خود یعنی بارسلونای گواردیولا واگذار کرد.
در ادامه، مورینیو رئال را با برد برابر گالاتاسرای ترکیه به هفتمین عنوان قهرمانی پیاپی در جام سانتیاگو برنابئو رساند. در نخستین بازی فصل جدید لالیگا نیز، رئال مادرید موفق شد با ۶ گل، ساراگوسا را شکست دهد. در پایان این فصل رئال موفق به قهرمانی در لالیگا شد. این نخستین قهرمانی مورینیو در لالیگا بود. در لیگ قهرمانان اروپا نیز رئال فصل جدید را با برد ۱–۰ برابر دینامو زاگرب کرواسی آغاز کرد. و در ادامه موفق شد برای دومین سال متوالی رئال را به نیمه نهایی این جام برساند ولی در این مرحله در مقابل بایرن مونیخ در ورزشگاه خانگی خود در ضربات پنالتی شکست خورد.

#### فصل سوم

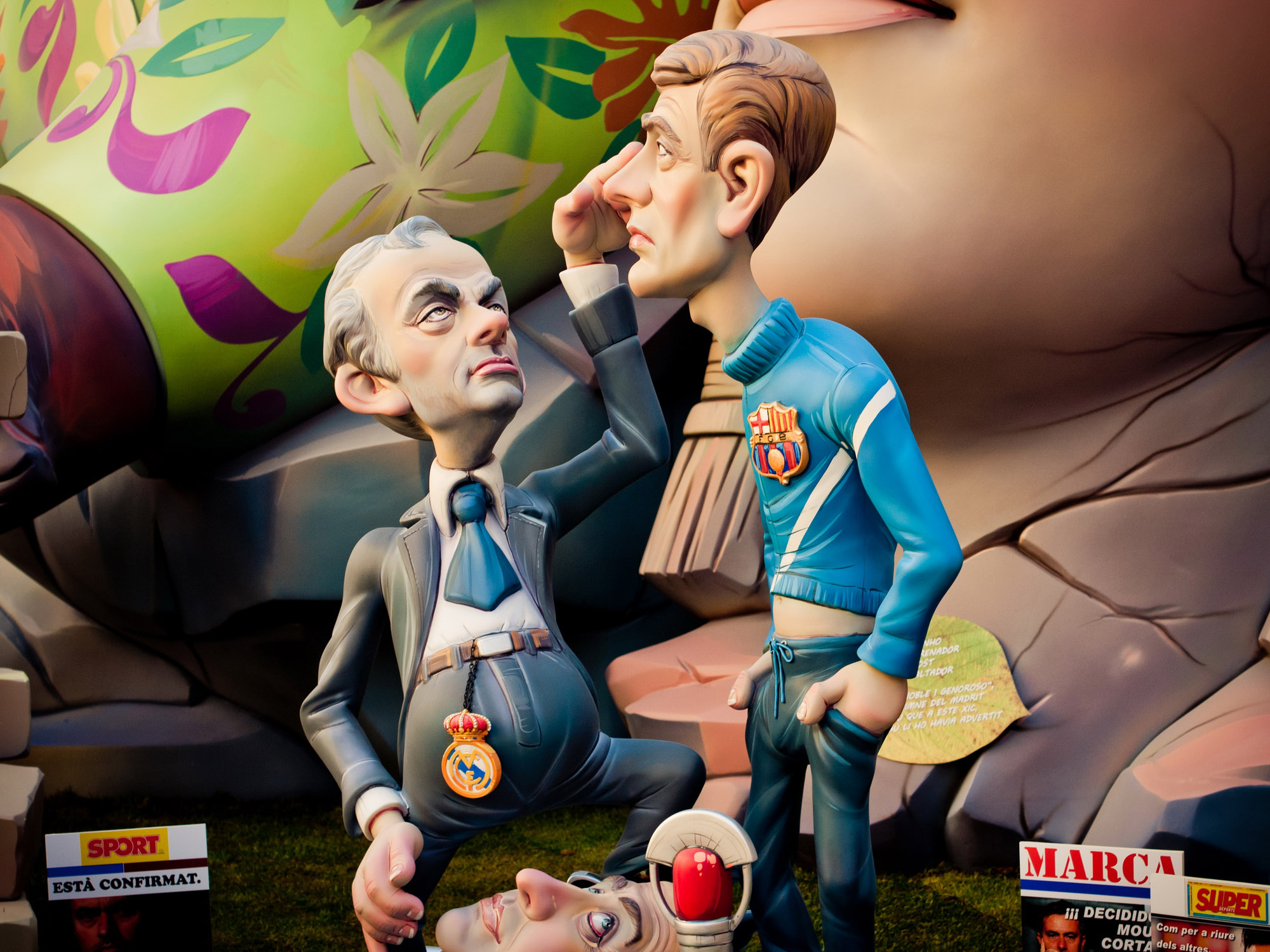
کاریکاتوری از ژوزه مورینیو و تیتو ویلانوا

فصل سوم برای مورینیو و رئال در حالی آغاز شد که رقیب سنتی رئال، بارسلونا، پس از کنار رفتن گواردیولا، تیتو را به سرمربی‌گری آبی اناری پوشان انتخاب کرده بود و رقابت رئال مورینیو، این بار با بارسای تیتو کلید خورده بود.
در فصل نقل و انتقالات لوکا مودریچ و مایکل اسین را به رئال مادرید آورد و ۱ جام به ارمغان آورد و در رقابت‌های جام باشگاه‌های اروپا به عنوان تیم دوم از گروه صعود کرد. شروع فصل در لالیگا برای او جالب نبود و ۱۰ امتیاز از بارسلونا عقب ماند، ولی در ادامه فصل تیم مورینیو به شرایط خوبی رسید و در تنها ۳ روز بارسلونا را در جام حذفی و در لیگ شکست داد. چند روز بعد رئال مادرید در بازی برگشت یک‌هشتم نهایی لیگ قهرمانان اروپا به مصاف منچستر یونایتد در اولد ترافورد رفت و در حالی که در مجموع دو بر یک عقب بود و برای صعود به دو گل نیاز داشت با اخراج جنجالی و مشکوک نانی توانست بازی را به سود خود کند و با برد ۲–۱ (در مجموع ۳–۲) از سد منچستریونایتد بگذرد. در همین سال رئال مادرید توانست به نیمه نهایی جام قهرمانان اروپا راه یابد و در مقابل تیم دورتموند قرار بگیرد که در مجموع با نتیجه ۴–۳ شکست خورد و از گردونه مسابقات کنار رفت.
بعد از مصدوم شدن کاسیاس دیگو لوپز به دروازه رئال رفت و خوب بازی کرد و بعد از اتمام آسیب دیدگی کاسیاس هم در ترکیب اصلی بود و این سؤال وجود داشت که آیا با رفتن مورینیو کاسیاس به ترکیب اصلی بر می‌گردد یا نه. سرانجام کارلو آنچلوتی مربی فصل ۲۰۱۲–۲۰۱۳ باشگاه فوتبال پاریس سن ژرمن و مربی سابق آ.ث. میلان برای سال ۲۰۱۳–۲۰۱۴ به رئال مادرید پیوست.

### بازگشت به چلسی
در ۳ ژوئن ۲۰۱۳ (۱۳ خرداد ۱۳۹۲)، مورینیو پس از ۶ سال دوری از چلسی، با قراردادی ۴ ساله به این تیم بازگشت.
او در فصل اول حضور خود در چلسی به رتبهٔ سوم دست یافت اما در فصل دوم موفق شد با چلسی به مقام قهرمانی لیگ برتر انگلیس برسد. وی پس از گرفتن نتایج ضعیف در سومین فصلِ حضور در چلسی، در تاریخ ۱۷ دسامبر ۲۰۱۵ با تصمیم مالک باشگاه، اخراج شد.

### منچستریونایتد
لیورپول یک باشگاه بزرگ است، چلسی هم باشگاهی بزرگ است اما منچستر یونایتد یک باشگاه هیولاست— ژوزه مورینیو

#### فصل اول
در تاریخ ۲۷ می ۲۰۱۶ مورینیو با قراردادی سه ساله به منچستر یونایتد پیوست. در قرارداد او بندی وجود دارد که به او اجازه می‌دهد تا سال ۲۰۲۰ در باشگاه بماند. تیم مورینیو در اولین قدم توانست با برتری ۲–۱ در مقابل لسترسیتی کامیونیتی شیلد را فتح کند. همچنین منچستریونایتد در فینال جام اتحادیه با برتری ۳–۲ در مقابل ساوتهمپتون توانست جام اتحادیه را کسب کند اما اوضاع برای مورینیو و تیمش در لیگ برتر خوب پیش نرفت و آن‌ها در پایان فصل در رتبهٔ ششم جدول ایستادند. هر چند که فصل برای تیم مورینیو با خاطره‌ای خوش پایان یافت و آن‌ها با برتری ۲–۰ در مقابل آژاکس توانستند لیگ اروپا را فتح کنند و بدین ترتیب سهمیه لیگ قهرمانان را نیز کسب کرده باشند.

#### فصل دوم
فصل دوم او در منچستر یونایتد با شکست ۲–۱ در برابر قهرمان دو دوره متوالی لیگ قهرمانان اروپا تحت چارچوب سوپرکاپ اروپا، رئال مادرید شروع شد. یونایتد با وجود شروعی مطلوب در لیگ در ادامه با افت رو به رو شد و نتوانست با منچستر سیتی که پیروزی‌های متوالی را در لیگ جشن می‌گرفت؛ رقابت کند اما در پایان فصل بالاتر از تاتنهام، لیورپول نایب قهرمان اروپا و چلسی مدافع عنوان قهرمانی به عنوان نایب قهرمانی نائل آید. در جام کارابائو اما اوضاع مانند فصل پیش نبود و منچستر یونایتد توسط بریستول سیتی شگفتی ساز تورنمنت حذف شد اما در جام حذفی عملکرد بهتری داشت و در نهایت با شکست در برابر چلسی، نایب قهرمان اف ای کاپ شد. با وجود عملکرد قابل قبول در دور گروهی، منچستر یونایتد در کمال ناباوری در مرحله یک‌هشتم نهایی لیگ قهرمانان با شکست در برابر سویا از گردونه رقابت‌ها کنار رفت که باعث انتقادات شدید به ژوزه مورینیو شد با این حال یونایتد در مجموع نتایج قابل قبولی را کسب کرد و شکست دادن منچستر سیتی در ورزشگاه اتحاد با بازگشتی عجیب، پیروزی بر لیورپول یورگن کلوپ در لیگ و حذف کردن تاتنهام از اف ای کاپ از بازی‌های ماندگار فصل دوم او در یونایتد بود.

#### فصل سوم
مورینیو فصل سوم را خوب شروع نکرد و در هجده دسامبر سال ۲۰۱۸ از سرمربیگری یونایتد اخراج شد. این در حالی بود که او با یونایتد در رتبه ششم بود و در لیگ قهرمانان موفق به صعود از مرحله گروهی به عنوان تیم دوم پس از یوونتوس شده بود. آخرین بازی او شکست سه بر یک مقابل لیورپول بود. پس از این بازی مورینیو از هدایت منچستر یونایتد برکنار شد.

### تاتنهام هاتسپر
در ۲۰ نوامبر ۲۰۱۹، مورینیو به عنوان سرمربی تاتنهام هاتسپر انتخاب شد تا جانشین مائوریسیو پوچتینو اخراج شده شود. تاتنهام در شروع کار با ژوزه در جایگاه چهارده جدول رده‌بندی قرار داشت اما در پایان فصل موفق به کسب رتبه ششم و همین‌طور سهمیه پلی آف لیگ اروپا گردید. تاتنهام در این فصل به توفیقی در دو جام حذفی و اتحادیه دست پیدا نکرد. حضور مورینیو با صعود به دور یک‌هشتم نهایی لیگ قهرمانان همراه بود اما در مقطعی که تاتنهام بسیاری از مهره‌های کلیدی خود از جمله هری کین و سون هیونگ مین در اختیار نداشت؛ مغلوب لایپزیگ شد.
سر انجام او در تاریخ ۱۹ آوریل به علت کسب نتایج ضعیف و اختلاف با بازیکنان و تیم مدیریتی باشگاه از این تیم اخراج شد.

## وضعیت آماری

### آمار مربیگری
تا تاریخ ۱۸ مارس ۲۰۲۵
| تیم            | کشور     | از              | تا              | رکورد | رکورد | رکورد | رکورد | رکورد   |
| تیم            | کشور     | از              | تا              | G     | W     | D     | L     | پیروز % |
| -------------- | -------- | --------------- | --------------- | ----- | ----- | ----- | ----- | ------- |
| بنفیکا         | پرتغال   | ۲۰ سپتامبر ۲۰۰۰ | ۵ دسامبر ۲۰۰۰   | ۱۱    | ۶     | ۳     | ۲     | ۰۵۵     |
| لیریا          | پرتغال   | ۱ ژوئیه ۲۰۰۱    | ۲۳ ژانویه ۲۰۰۲  | ۲۳    | ۱۲    | ۸     | ۳     | ۰۵۲     |
| پورتو          | پرتغال   | ۲۳ ژانویه ۲۰۰۲  | ۲ ژوئن ۲۰۰۴     | ۱۲۷   | ۹۱    | ۲۱    | ۱۵    | ۰۷۲     |
| چلسی           | انگلستان | ۲ ژوئن ۲۰۰۴     | ۲۰ سپتامبر ۲۰۰۷ | ۱۸۵   | ۱۲۴   | ۴۰    | ۲۱    | ۰۶۷     |
| اینتر میلان    | ایتالیا  | ۲ ژوئن ۲۰۰۸     | ۲۸ مهٔ ۲۰۱۰      | ۱۰۸   | ۶۷    | ۲۶    | ۱۵    | ۰۶۲     |
| رئال مادرید    | اسپانیا  | ۳۱ مهٔ ۲۰۱۰      | ۱ ژوئن ۲۰۱۳     | ۱۷۸   | ۱۲۸   | ۲۸    | ۲۲    | ۰۷۲     |
| چلسی           | انگلستان | ۳ ژوئن ۲۰۱۳     | ۱۷ دسامبر ۲۰۱۵  | ۱۳۶   | ۸۰    | ۲۹    | ۲۷    | ۰۵۹     |
| منچستر یونایتد | انگلستان | ۲۷ مهٔ ۲۰۱۶      | ۱۸ دسامبر ۲۰۱۸  | ۱۴۴   | ۸۴    | ۳۲    | ۲۸    | ۰۵۸     |
| تاتنهام        | انگلستان | ۲۰ نوامبر ۲۰۱۹  | ۱۹ آوریل ۲۰۲۱   | ۸۶    | ۴۴    | ۱۹    | ۲۳    | ۰۵۱     |
| آ.اس.رم        | ایتالیا  | ۱ ژوئیه ۲۰۲۱    | ۱۶ ژانویه ۲۰۲۴  | ۱۳۸   | ۶۸    | ۳۱    | ۳۹    | ۰۴۹     |
| فنرباغچه       | ترکیه    | ۲ ژوئن ۲۰۲۴     | تاکنون          | ۵۶    | ۳۵    | ۱۲    | ۹     | ۰۶۳     |
| مجموع          | مجموع    | مجموع           | مجموع           | ۱٬۰۸۹ | ۷۳۶   | ۲۴۸   | ۱۰۵   | ۰۶۸     |

### سه‌جامی‌شدن
مورینیو تاکنون دوبار، به ۳ جام اصلی دست یافته‌است:
- ۲۰۰۴–۲۰۰۳: همراه با پورتو (لیگ پرتغال - جام حذفی پرتغال - لیگ اروپا (جام یوفا))
- ۲۰۱۰–۲۰۰۹: همراه با اینتر میلان (لیگ ایتالیا — جام حذفی ایتالیا — لیگ قهرمانان اروپا)

### رکورد شکست ناپذیری در خانه
مورینیو صاحب رکورد طولانی‌ترین مدت زمان شکست‌ناپذیری در بازی‌های خانگی است. او از ۲۳ فوریه سال ۲۰۰۲ تا آوریل سال ۲۰۱۱، در مدت ۹ سال و طی ۱۵۰ بازی که با تیم‌هایش در زمین خانگی و در لیگ انجام داد، حتی یک شکست را هم تجربه نکرد.
در ۲۳ فوریه سال ۲۰۰۲ و در زمان هدایت پورتو، تیم بیرامار موفق شد با نتیجه ۳–۲، مورینیو و تیمش را در خانه شکست دهد. از آن زمان به بعد و تا ۲ آوریل ۲۰۱۱، مورینیو ۳۸ بازی با پورتو (شامل ۳۶ برد و ۲ تساوی)، ۶۰ بازی با چلسی (شامل ۴۶ برد و ۱۴ تساوی)، ۳۸ بازی با اینتر میلان (شامل ۲۸ برد و ۹ تساوی) و ۱۴ بازی را با رئال (شامل ۱۴ برد) در خانه برگزار کرد و بدون شکست ماند تا اینکه سرانجام در بازی برابر خیخون با نتیجه ۱–۰ مغلوب شد و پس از ۱۵۰ بازی، طعم شکست در خانه را چشید.

## افتخارات

### سرمربی
پورتو
- لیگ برتر فوتبال پرتغال(۲): ۰۳–۲۰۰۲، ۰۴–۲۰۰۳
- جام حذفی فوتبال پرتغال(۱): ۰۳–۲۰۰۲
- سوپر جام فوتبال پرتغال(۱): ۲۰۰۳
- لیگ قهرمانان اروپا(۱): ۰۴–۲۰۰۳
- لیگ اروپا(۱): ۰۳–۲۰۰۲

چلسی
- لیگ جزیره(۳): ۰۵–۲۰۰۴، ۰۶–۲۰۰۵، ۱۵–۲۰۱۴
- جام حذفی فوتبال انگلستان(۱): ۰۷–۲۰۰۶
- جام اتحادیه انگلستان(۳): ۰۵–۲۰۰۴، ۰۷–۲۰۰۶، ۱۵–۲۰۱۴
- سوپر جام فوتبال انگلستان(۱): ۲۰۰۵

اینترمیلان
- سری آ(۲): ۰۹–۲۰۰۸، ۱۰–۲۰۰۹
- جام حذفی فوتبال ایتالیا(۱): ۱۰–۲۰۰۹
- سوپر جام فوتبال ایتالیا(۱): ۲۰۰۸
- لیگ قهرمانان اروپا(۱): ۱۰–۲۰۰۹

رئال مادرید
- لالیگا(۱): ۱۲–۲۰۱۱
- جام حذفی فوتبال اسپانیا(۱): ۱۱–۲۰۱۰
- سوپر جام فوتبال اسپانیا(۱): ۲۰۱۲

منچستریونایتد
- جام اتحادیه انگلستان(۱): ۱۷–۲۰۱۶
- سوپر جام فوتبال انگلستان(۱): ۲۰۱۶
- لیگ اروپا(۱): ۱۷–۲۰۱۶

آ.اس. رم
- لیگ کنفرانس اروپا(۱): ۲۲–۲۰۲۱

### شخصی
- مربی سال پرتغال: ۲ بار | ۰۴–۲۰۰۳–۰۳–۲۰۰۲[۱۷۷]
- مربی سال انگلیس: ۲ بار | ۰۶–۲۰۰۵–۰۵–۲۰۰۴[۱۷۸]
- مربی ماه انگلیس: ۳ بار | نوامبر ۲۰۰۴ – ژانویه ۲۰۰۵ – مارس ۲۰۰۷[۱۷۸]
- مربی سال ایتالیا: ۲ بار | ۲۰۱۰ – ۲۰۰۹[۱۷۷]
- مربی سال یوفا: ۲ بار | ۰۴–۲۰۰۳–۰۳–۲۰۰۲[۱۷۸]
- تیم منتخب سال یوفا (بهترین مربی سال): ۴ بار | ۲۰۱۰ - ۲۰۰۵ - ۲۰۰۴ - ۲۰۰۳[۱۷۷]
- شخصیت ورزشی سال بی‌بی‌سی (بهترین مربی): ۱ بار | ۲۰۰۵[۱۷۸]
- مرد سال روزنامه لازتا دلا اسپورت: ۱ بار | ۲۰۱۰[۱۷۹]
- مربی سال روزنامه اونز: ۱ بار | ۲۰۰۵[۱۷۷]
- توپ طلا فیفا (بهترین مربی سال جهان): ۱ بار | ۲۰۱۰[۱۸۰]
- بهترین مربی فدراسیون بین‌المللی تاریخ و آمار فوتبال: ۳ بار | ۲۰۰۴ - ۲۰۰۵ - ۲۰۱۰[۱۷۸]
- بهترین مربی سال مجله ورلد ساکر: ۳ بار | ۲۰۰۴ - ۲۰۰۵ - ۲۰۱۰[۱۷۸]
- بهترین مربی اتحادیه بین‌المللی ورزش‌ها | ۱ بار: ۲۰۱۰[۱۸۱]
- بهترین مربی پرتغالی شاغل در خارج از پرتغال | ۲ بار | ۱۰–۲۰۰۹–۰۹–۲۰۰۸[۱۸۲]

### دیگر
- دکترای افتخاری از دانشگاه صنعتی لیسبون، برای دستاوردهایش در فوتبال[۱۸۳]

## زندگی شخصی

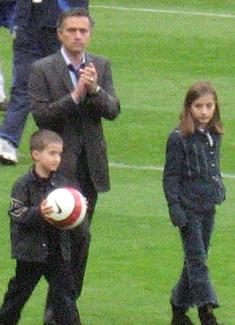
مورینیو به همراه دو فرزندش

مورینیو همسرش (ماتیلدا فاریا) که متولد آنگولاست، را در ستوبال پرتغال و در زمانی که نوجوان بود، دید. این دو در سال ۱۹۸۹ با هم ازدواج کردند. نخستین فرزندشان، یک دختر بود که در سال ۱۹۹۶ به دنیا آمد و مورینیو به رسم مذهبی خود، نامش را از روی نام همسرش انتخاب کرد و ماتیلدا نهاد. فرزند دوم این زوج نیز در سال ۲۰۰۰ به‌دنیا آمد و مورینیو، نام خود را بر روی وی گذاشت. ژوزه ماریو جونیور (ژوزه ماریوِ کوچک). با وجود آنکه مورینیو زندگی خود را وقف فوتبال کرده‌است، خانواده‌اش را بخش اصلی و مرکزی زندگی‌اش می‌داند:
"خانواده‌ام، مهمترین بخش زندگیم است و پدری خوب بودن، مهمترین کار زندگیم"
مورینیو که یک کاتولیک معتقد است، در امور خیریه زیادی شرکت داشته‌است. برای مثال، وی کتش که به «کت خوش شانسی» معروف شده بود را ۲۲٬۰۰۰ دلار فروخت و آن را به حادثه‌دیدگان سونامی اهدا کرد. همچنین وی در یک طرح برای امور کودکان نیز فعالیت دارد که در آن، کودکان اسرائیلی و فلسطینی به واسطه فوتبال، در کنار هم با صلح به بازی می‌پردازند و بزرگ می‌شوند.
مورینیو به داشتن شخصیت قوی، خوش‌پوشی، و نیز دمدمی‌مزاج‌بودن در کنفرانس‌های مطبوعاتی شهرت دارد. در خارج از دنیای فوتبال هم مورینیو شهرت زیادی دارد. وی در کمپین‌های تبلیغاتی متعددی شرکت داشته که از مهم‌ترین آن‌ها، قراردادش با شرکت‌هایی چون سامسونگ و آدیداس است. یک کتاب زندگی‌نامه‌ای غیررسمی، با نام «آقای برنده - از ستوبال تا استمفورد بریج» (به پرتغالی:O Vencedor – De Setúbal a Stamford Bridge) از وی منتشر شد که پرفروش‌ترین کتاب پرتغال شد. این اتفاق در حالی رخ داد که مورینیو تلاش زیادی کرد تا جلو انتشار این کتاب را بگیرد ولی موفق نشد.
مورینیو به زبان‌های پرتغالی، اسپانیایی، فرانسوی، ایتالیایی و انگلیسی کاملاً آشناست. همچنین وی می‌تواند به زبان کاتالانی هم صحبت کند. در مارس ۲۰۰۹ نیز مورینیو دکترای افتخاری خود را از دانشگاه صنعتی لیسبون و به‌خاطر دستاوردهایش در فوتبال، دریافت کرد.